# علاقات أفغانستان الخارجية

الدول التي كان لديها علاقات دبلوماسية مع أفغانستان حتى 2021

تمر علاقات أفغانستان الخارجية بمرحلة انتقالية منذ أن سيطرت طالبان على البلاد في 15 أغسطس عام 2021 ولم تعترف أي دولة بالنظام الجديد.

## التاريخ
قبل الغزو السوفيتي، اتبعت أفغانستان سياسة الحياد وعدم الانحياز في علاقاتها الخارجية، كونها واحدة من الدول المستقلة القليلة التي ظلت محايدة في كل من الحرب العالمية الأولى والحرب العالمية الثانية. وفي المنتديات الدولية، اتبعت أفغانستان عمومًا أنماط التصويت لدول عدم الانحياز الآسيوية والأفريقية. وخلال الخمسينيات والستينيات من القرن العشرين، تمكنت أفغانستان من استخدام الحاجة السوفيتية والأمريكية للحلفاء خلال الحرب الباردة كوسيلة لتلقي المساعدات الاقتصادية من كلا البلدين. ومع ذلك، على عكس الاتحاد السوفيتي، رفضت الولايات المتحدة تقديم مساعدات عسكرية واسعة النطاق للبلاد، فقد طورت حكومة داود خان علاقات أكثر دفئًا مع الاتحاد السوفيتي بينما ظلت رسميًا غير منحازة. وبعد انقلاب أبريل عام 1978، طورت الحكومة بقيادة نور محمد تركي علاقات أوثق بشكل كبير مع الاتحاد السوفيتي ودوله الشيوعية التابعة.
بعد الغزو السوفيتي في ديسمبر عام 1979، عكست السياسة الخارجية لأفغانستان سياسة الاتحاد السوفيتي. ودون نجاح يذكر، حاول صناع السياسة الأفغان الأجانب زيادة مكانة نظامهم المتدنية في العالم غير الشيوعي. ومع التوقيع على اتفاقيات جنيف، سعى الرئيس نجيب الله دون جدوى إلى إنهاء عزلة جمهورية أفغانستان الديمقراطية داخل العالم الإسلامي وفي حركة عدم الانحياز.
احتفظت معظم الدول الغربية، بما في ذلك الولايات المتحدة، ببعثات دبلوماسية صغيرة في العاصمة كابول خلال الاحتلال السوفيتي. وبعد ذلك، أغلقت العديد من الدول بعثاتها بسبب عدم الاستقرار والقتال العنيف في كابول بعد الانسحاب السوفيتي في عام 1989.
رحبت العديد من الدول في البداية بوصول نظام طالبان، الذي رأوا أنه بديل مستقر وفرصة لفرض القانون بدل أمراء الحرب الذين حكموا البلاد منذ سقوط حكومة نجيب الله في عام 1992. وسرعان ما أصبحت طالبان معزولة عن المشاعر الإيجابية لتلك البلدان مع العلم بقانون الشريعة القاسي المطبق في المناطق التي تسيطر عليها طالبان. أدت الوحشية تجاه النساء اللاتي حاولن العمل أو التعلم أو مغادرة المنزل دون مرافقة رجل إلى تقييد المساعدات الخارجية للبلد الذي مزقته الحرب.

### جمهورية أفغانستان الإسلامية
بعد الغزو الأمريكي في أكتوبر عام 2001 واتفاقية بون، بدأت الحكومة الجديدة بقيادة حامد كرزاي بإعادة إقامة العلاقات الدبلوماسية مع العديد من البلدان التي أقامت علاقات دبلوماسية وثيقة قبل الانقلاب الشيوعي والحرب الأهلية اللاحقة.
ركزت الحكومة الأفغانية على تأمين المساعدة المستمرة لإعادة بناء الاقتصاد والبنية التحتية والجيش في البلاد. واستمرت في الحفاظ على علاقات وثيقة مع أمريكا الشمالية والاتحاد الأوروبي وكوريا الجنوبية واليابان وأستراليا والهند والصين وروسيا والشرق الأوسط الكبير وكذلك الدول الأفريقية. وسعت إلى إقامة علاقات مع المزيد من دول أمريكا الجنوبية أو أمريكا اللاتينية.
قبل سقوط كابول في عام 2021، كانت علاقات أفغانستان الخارجية تتولاها وزارة الخارجية في البلاد برئاسة محمد حنيف أتمر. وكان يتلقى التوجيه من رئيس أفغانستان.

### إمارة أفغانستان الإسلامية
سيطرت طالبان تدريجيًا على البلاد في صيف عام 2021 وأعلنت إمارة أفغانستان الإسلامية في 15 أغسطس عام 2021. وتوجت سيطرتها مع سقوط كابول. ولطالبان بعض الاتصالات المحدودة مع الحكومات الأجنبية وتحتاج إلى تطوير المزيد من العلاقات مع المجتمع الدولي بينما تمضي حكومة الأمر الواقع الجديدة قدمًا.
في 20 سبتمبر عام 2021، عينت الحكومة الجديدة محمد سهيل شاهين كبديل لغلام م. إسحق زاي، الممثل الدائم لأفغانستان لدى الأمم المتحدة الذي يواصل تمثيل البلاد في الأمم المتحدة. وستقرر لجنة أوراق الاعتماد التابعة للجمعية العامة للأمم المتحدة والمكونة من تسعة أعضاء حول ذلك، ولكن لم يُحدد الموعد.
عينت طالبان محمد شكيب سكرتيرًا أول أو قائمًا بالأعمال في سفارة أفغانستان في باكستان. نظرًا إلى أن باكستان لا تعترف رسميًا بحكومة طالبان، فلن يحمل شكيب لقب سفير رسميًا.

## العلاقات الثنائية (جمهورية أفغانستان الإسلامية، 2001-2021)

### أفريقيا
| الدولة       | بداية العلاقات الرسمية | ملاحظات |
| ------------ | ---------------------- | --- |
| مصر          | 1928                   | - تمتلك أفغانستان سفارة في القاهرة. - تمتلك مصر سفارة في كابول |
| جنوب أفريقيا | 19 سبتمبر، 1994        | تم تشكيل العلاقات بعد تشكيل جمهورية جنوب أفريقيا ما بعد الفصل العنصري. - ليس لدى أفغانستان اعتماد في جنوب أفريقيا. - لدى جنوب إفريقيا اعتماد في أفغانستان من سفارتها في إسلام أباد، باكستان. |
| زيمبابوي     | 1 أبريل، 1987          | أقيمت علاقات دبلو ماسية كاملة في عام 1987. أفغانستان حاليًا ليس لديها اعتماد في زيمبابوي. |

### الأمريكيتان
| الدولة    | بداية العلاقات الرسمية | ملاحظات |
| --------- | ---------------------- | --- |
| الأرجنتين |                        | - اعتمدت أفغانستان لدى الأرجنتين من سفارتها في واشنطن العاصمة، الولايات المتحدة. - اعتمدت الأرجنتين لدى أفغانستان من سفارتها في إسلام أباد، باكستان |
| البرازيل  | 1952                   | - اعتمدت أفغانستان لدى البرازيل من سفارتها في واشنطن العاصمة، الولايات المتحدة. - اعتمدت البرازيل لدى أفغانستان من سفارتها في إسلام أباد، باكستان |
| كندا      |                        | دفعت هجمات 11 سبتمبر عام 2001 في الولايات المتحدة كندا إلى إعادة تقييم سياساتها تجاه أفغانستان. نصح وزير الدفاع الوطني آرت إيغلتون الحاكم العام أدريان كلاركسون بالسماح لأكثر من 100 من أفراد القوات الكندية الذين يخدمون في برامج التبادل العسكري في الولايات المتحدة ودول أخرى بالمشاركة في العمليات الأمريكية في أفغانستان. وعلى الرغم من عدم مشاركته في الأيام الأولى للغزو، أعلن رئيس الوزراء جان كريتيان في 7 أكتوبر أن كندا ستساهم بقوات في القوة الدولية التي يجري تشكيلها لشن حملة ضد الإرهاب. وأصدر الجنرال راي هينولت، رئيس أركان الدفاع، أوامر أولية للعديد من وحدات القوات الكندية، مع تجهيز عملية أبولو. وكان من المقرر أصلًا أن يستمر الالتزام الكندي حتى أكتوبر عام 2003. - أفغانستان لديها سفارة في أوتاوا وقنصليات عامة في تورنتو وفانكوفر. - كندا لديها سفارة في كابول. أغلقت في عام 2021 بعد سقوط كابول. |
| تشيلي     |                        | - اعتمدت أفغانستان لدى تشيلي من سفارتها في واشنطن العاصمة، الولايات المتحدة. - ليس لدى تشيلي اعتماد في أفغانستان |
| كولومبيا  |                        | - اعتمدت أفغانستان لدى كولومبيا من سفارتها في واشنطن العاصمة، الولايات المتحدة. - اعتمدت كولومبيا لدى أفغانستان من سفارتها في نيودلهي، الهند |
| المكسيك   | 27 يونيو، 1961         | - اعتمدت أفغانستان لدى المكسيك من سفارتها في واشنطن العاصمة، الولايات المتحدة. - اعتمدت المكسيك لدى أفغانستان من سفارتها في طهران، إيران |